# Anisacanthus puberulus
Anisacanthus puberulus är en akantusväxtart som först beskrevs av John Torrey, och fick sitt nu gällande namn av J. Henrickson och E.J. Lott. Anisacanthus puberulus ingår i släktet Anisacanthus och familjen akantusväxter. Inga underarter finns listade i Catalogue of Life.